# Hasch

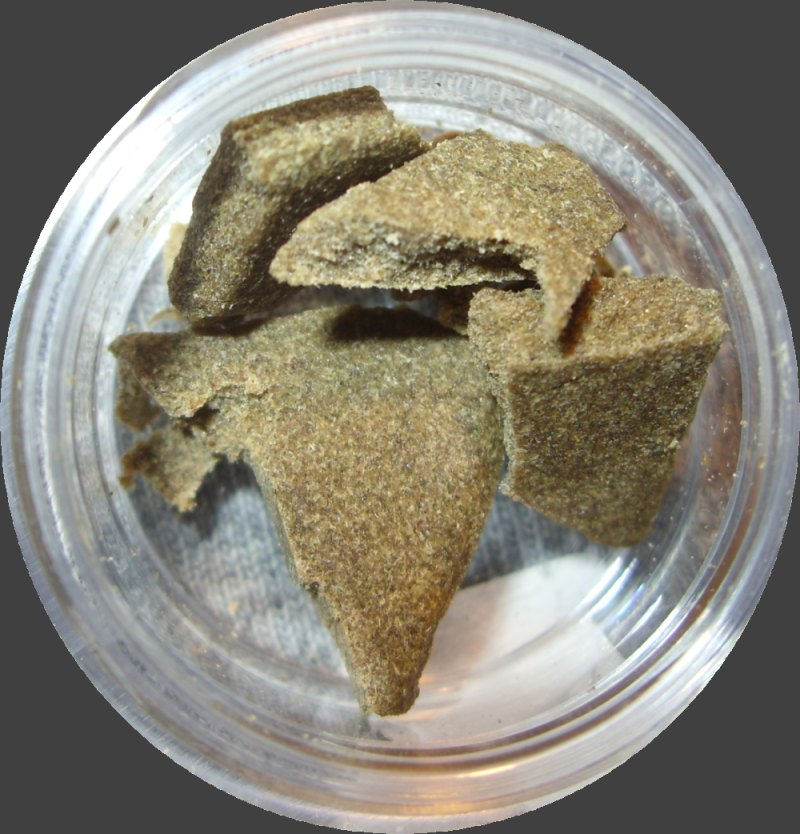
1,5 gram amerikansk pressad hasch

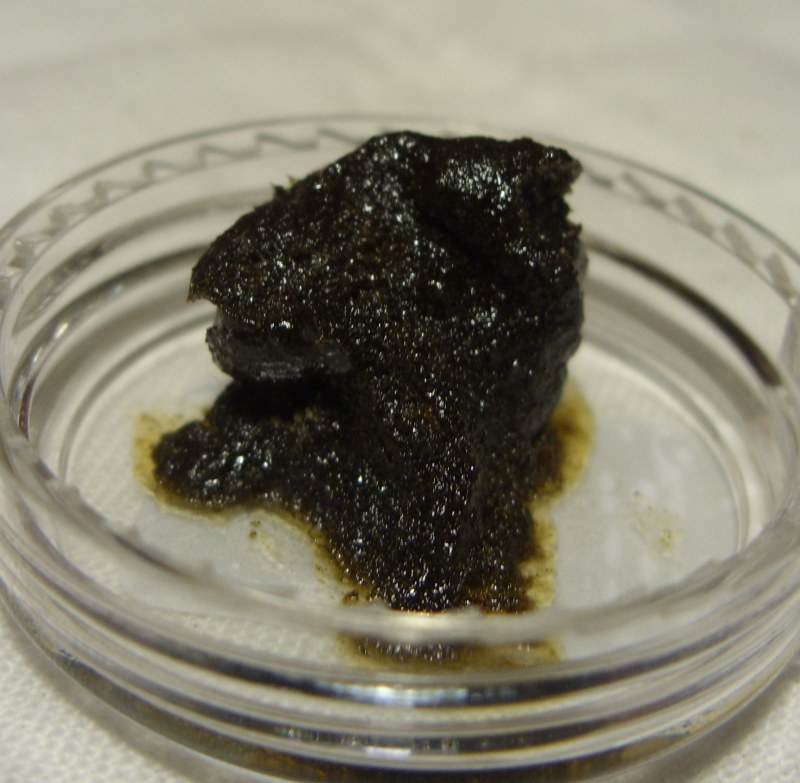
Ett gram amerikansk "bubble melt" Cannabis indica hasch

Hasch eller haschish är en form av cannabis som består av sammanpressade eller renade beredningar av stjälkade trikomer som samlas från honplantans infertila knoppar. Det innehåller samma aktiva ingredienser som THC och andra cannabinoider men i högre koncentrationer än osiktade knoppar eller blad. Användning av hasch som medicin och narkotikum har förekommit åtminstone sedan 3000 f.Kr.
I Sverige är all användning och innehav av hasch olagligt enligt Narkotikastrafflagen. Straffskalan för försäljning eller smuggling av hasch går från dagsböter upp till fängelse i flera år, bland annat beroende på vilken mängd som det handlar om. Eget bruk av hasch ger aldrig fängelsestraff i Sverige, 30 dagsböter är ett vanligt straff om det går till åtal. Narkotikabrott kan påverka möjligheterna att få körkortstillstånd eller inneha körkort för bil eller motorcykel.
Spår av bruk av hasch kan upptäckas med olika metoder såsom salivprov, blodprov eller prov av hår. Poliser som gör trafikkontroller är utbildade i att notera om personen har onormalt utvidgade pupiller, något som är en indikation på bruk av cannabis.